# Gadern (Wald-Michelbach)
Gadern (einst Waldgadern, Gadernheim) ist ein Ortsteil der Gemeinde Wald-Michelbach im südhessischen Landkreis Bergstraße.

## Geographie

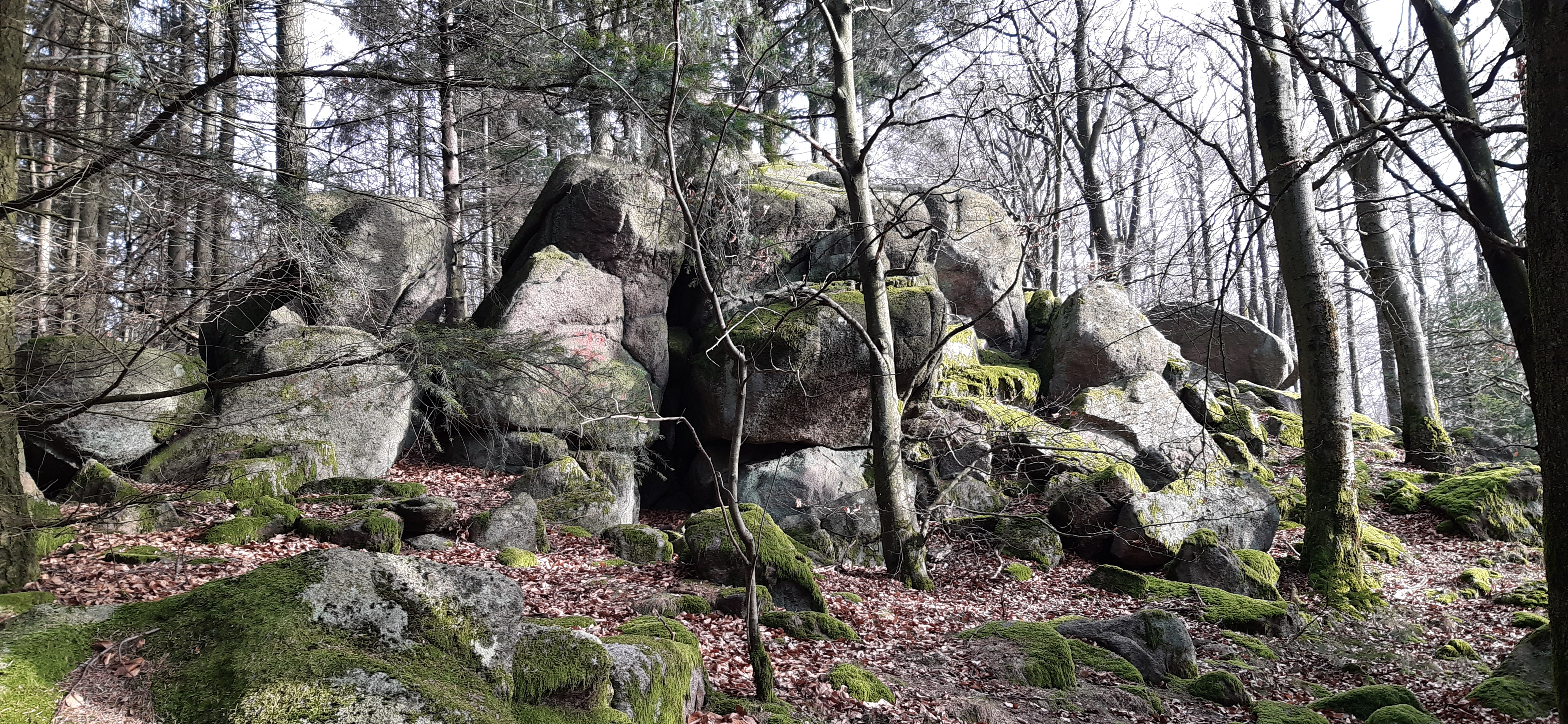
Trommgranit, Felsformation

Gadern liegt auf 397 m ü. NHN im Norden des Gemeindegebiets von Wald-Michelbach in einem Taleinschnitt des Buntsandstein-Odenwald, ca. 16 km südöstlich von Heppenheim und 1,7 km nördlich der Gemeindeverwaltung in Wald-Michelbach. Das Gebiet des Ortsteils besteht aus der Gemarkung Gadern mit einer Fläche von 312 Hektar, davon sind 116 Hektar Wald. Die Ortslage befindet sich auf 378 bis 438 m ü. NHN und der höchste Punkt liegt mit 517 m im Westen der Gemarkung. In der Gemarkung liegt die Siedlung In den Hinteräckern. Durch Gadern fließt der Gaderner Bach (auch Michelbach), der an der südlichen Flanke des Höhenzugs Tromm entspringt und in der Kerngemeinde in den Ulfenbach mündet, der in Hirschhorn den Neckar erreicht. Geologisch fußt die Umgebung auf dem sog. Trommgranit, charakterisiert durch seine rötlichen Einsprenglinge.  Das heutige Landschaftsbild entwickelte sich bereits im Tertiär. Gadern wie Wald-Michelbach gehören zum Geo-Naturpark Bergstraße-Odenwald und sind touristisch gut erschlossen.
An den Ortsteil Gadern grenzen, von Norden und Osten beginnend, im Uhrzeigersinn, die Wald-Michelbacher Ortsteile Kocherbach, Affolterbach und Hartenrod, im Süden und Westen die Kerngemeinde und Rimbach-Zotzenbach. Der Ortsteil wird durch eine Stichstraße (Kreisstraße 29) erschlossen, die in der Kerngemeinde von der Landesstraße 3120 Richtung Norden abzweigt.

## Geschichte

### Von den Anfängen bis zum 18. Jahrhundert
Gadern entstand im Gebiet der ehemaligen Mark Heppenheim, die einen Verwaltungsbezirk des Frankenreichs bezeichnete. Am 20. Januar 773 schenkte Karl der Große die Stadt Heppenheim nebst der ausgedehnten Mark Heppenheim dem Reichskloster Lorsch. Die erste Erwähnung des Ortes findet sich als Gadero auf der Steinurkunde von 805 im Untergeschoss des Nordturms von St. Peter in Heppenheim, wo sich eine Beschreibung des Heppenheimer Kirchspiels aus dieser Zeit befindet. Die nächste urkundliche Erwähnung für Gadern findet sich im Jahr 1568 unter dem Namen Waldgaidenheim in einem Salbuch im Staatsarchiv Darmstadt. Die Gerichtsbarkeit über den Ort wurde anfänglich durch die „Zent Heppenheim“ und später durch die „Zent Abtsteinach“ ausgeübt. Innerhalb der Zent bildete Gadern zusammen mit sechs weiteren Orten (Hartenrod, Kocherbach, Aschbach, Dürr-Ellenbach, Lützelbach, Buchklingen) und neun Höfen in Wald-Michelbach das „Hartenroder Gericht“, ein gemeinsames Schultzengericht. Appellationsgericht und Oberhof waren das Zentgericht in Abtsteinach und bis 1782 der Oberhof in Heppenheim. Zeitweise wurde der Status des „Hartenroder Gerichts“ wohl aufgewertet, denn 1654 wurde von einem „Ganz Gericht“ berichtet.
Im Verlauf der für Kurmainz verhängnisvollen Mainzer Stiftsfehde wurde das Amt Starkenburg an Kurpfalz wiedereinlöslich verpfändet und blieb anschließend für 160 Jahre pfälzisch. Pfalzgraf Friedrich I. ließ sich für seine Unterstützung von Erzbischof Diether im von den beiden Kurfürsten am 19. November 1461 geschlossenen „Weinheimer Bund“  das „Amt Starkenburg“ verpfänden, wobei Kurmainz das Recht erhielt, das Pfand für 100.000 Pfund wieder einzulösen.
In den Anfängen der Reformation sympathisierten die pfälzischen Herrscher offen mit dem lutherischen Glauben, aber erst unter Ottheinrich, Kurfürst von 1556 bis 1559, erfolgte der offizielle Übergang zur lutherischen Lehre. Danach wechselten seine Nachfolger und gezwungenermaßen auch die Bevölkerung mehrfach zwischen der lutherischen, reformierten und calvinistischen Religion. Die Orte der „Zent Abtsteinach“ gehörten 1568 zur reformierten Pfarrei Waldmichelbach. Als im Laufe des Dreißigjährigen Krieges (1618–1648) spanische Truppen der „Katholischen Liga“ die Region eroberten, wurde 1623 die Kurmainzer Herrschaft wieder hergestellt und die Bevölkerung musste wieder zum katholischen Glauben zurückkehren. Mit dem Westfälischen Frieden von 1648 wurde die Einlösung der Pfandschaft endgültig festgeschrieben.
Als es 1782 zu einer Umstrukturierung im Bereich des Kurmainzer Amts Starkenburg kam, wurde der Bereich des Amts in die vier untergeordneten Amtsvogteien Heppenheim, Bensheim, Lorsch und Fürth aufgeteilt und das Amt in Oberamt umbenannt. Die Zente Fürth, Mörlenbach und Abtsteinach mit dem „Untergericht Hartenrod“ wurden der Amtsvogtei Fürth unterstellt und mussten ihre Befugnisse weitgehend abgeben. Zwar blieb die Zentordnung mit dem Zentschultheiß formal bestehen, dieser konnte jedoch nur noch die Anordnungen der übergeordneten Behörden (Oberamt Starkenburg, Unteramt Fürth) ausführen. Das „Oberamt Starkenburg“ gehörte verwaltungsmäßig zum „Unteren Erzstift“ des Kurfürstentums Mainz.

### Vom 19. Jahrhundert bis heute

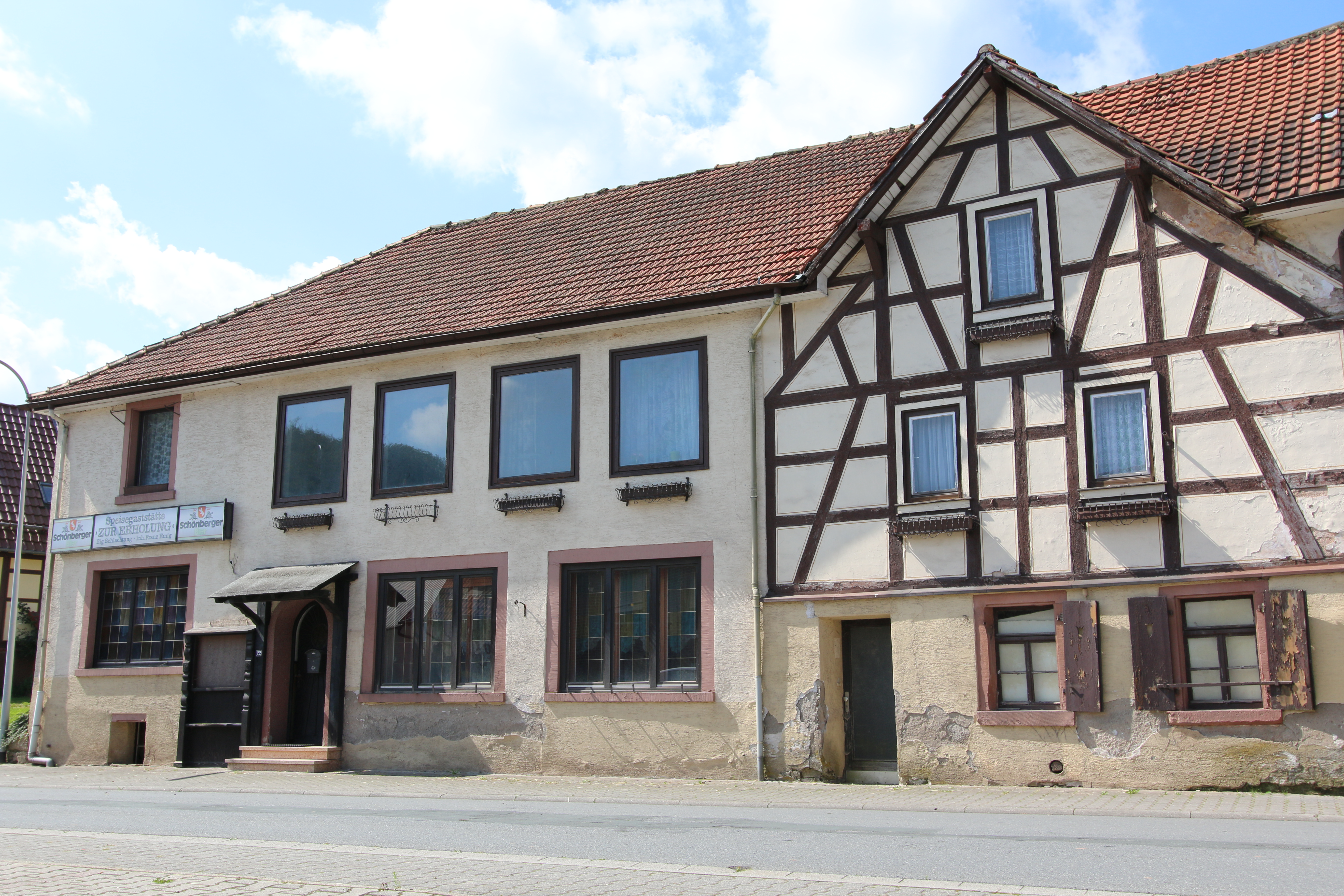
Ehemaliger Landgasthof „Zur Erholung“, Gaderner Straße 22 (Aufn. 2016)

Mit dem Reichsdeputationshauptschluss erhielt die Landgrafschaft Hessen-Darmstadt, als Ausgleich für verlorene rechtsrheinische Gebiete, unter anderem Teile der aufgelösten Fürstentümer Kurmainz, Kurpfalz und des Bistums Worms zugesprochen. Auch das Oberamt Starkenburg und mit ihm Gadern kam an Hessen-Darmstadt. Die „Amtsvogtei Fürth“ wurde vorerst als hessisches Amt weitergeführt, während das Oberamt Starkenburg 1805 aufgelöst wurde. Die übergeordnete Verwaltungsbehörde war der „Regierungsbezirk Darmstadt“, der ab 1803 auch als „Fürstentum Starkenburg“ bezeichnet wurde.
In Hessen-Darmstadt wurde mit Ausführungsverordnung vom 9. Dezember 1803 das Gerichtswesen neu organisiert. Für das Fürstentum Starkenburg wurde das „Hofgericht Darmstadt“ eingerichtet. Es war für normale bürgerliche Streitsachen Gericht der zweiten Instanz, für standesherrliche Familienrechtssachen und Kriminalfälle die erste Instanz. Übergeordnet war das Oberappellationsgericht Darmstadt. Die Rechtsprechung der ersten Instanz wurde durch die Ämter bzw. Standesherren vorgenommen. Damit hatten die Zente und die mit ihnen verbundenen Zentgerichte endgültig ihre Funktion eingebüßt.
Am 14. August 1806 erhob Napoléons die Landgrafschaft Hessen-Darmstadt, gegen deren Beitritt zum Rheinbund und Stellung hoher Militärkontingente an Frankreich, zum Großherzogtum.
1812 wurde das ehemals Kurpfälzische Oberamt Lindenfels aufgeteilt und es entstand unter anderem das „Amt Waldmichelbach“, dessen Amtsbereich auch Gadern zugeordnet wurde. Konrad Dahl berichtete 1812 in seiner Historisch-topographisch-statistische Beschreibung des Fürstenthums Lorsch, oder Kirchengeschichte des Oberrheingaues über Gadern als Ort des „Hartenroder Gerichts“ der „Zent Abtsteinach“:

„Gadern oder Gadernheim, in Dorf von 14 Höfen mit 19 Wohnh. und 246 Selen; ½ St. von dem vorigen (Hatenrod) entlegen. Die Oberschafnerei Lorsch hat 1/3 und die Kellerei Lindenfels 2/3 am Zehenden.“

Nach der endgültigen Niederlage Napoléons regelte der Wiener Kongress 1814/15 auch die territorialen Verhältnisse für Hessen. Daraufhin wurden 1816 im Großherzogtum Provinzen gebildet, wobei das bisher als „Fürstentum Starkenburg“ bezeichnete Gebiet, das aus den südlich des Mains gelegenen alten hessischen und den ab 1803 hinzugekommenen rechtsrheinischen Territorien bestand, in „Provinz Starkenburg“ umbenannt wurde. 1821 wurden im Rahmen einer umfassenden Verwaltungsreform die Amtsvogteien in den Provinzen Starkenburg und Oberhessen aufgelöst und Landratsbezirke eingeführt, wobei Gadern zum Landratsbezirk Lindenfels kam. Im Rahmen dieser Reform wurden auch Landgerichte geschaffen, die jetzt unabhängig von der Verwaltung waren. Deren Gerichtsbezirke entsprachen in ihrem Umfang den Landratsbezirken. Für den Landratsbezirk Lindenfels war das Landgericht Fürth als Gericht erster Instanz zuständig. Diese Reform ordnete auch die Verwaltung auf Gemeindeebene neu. So war die Bürgermeisterei in Gadern auch für Aschbach, Dürrellenbach und Hartenrod zuständig. Nun gab es keine Einsetzungen von Schultheißen mehr, sondern einen gewählten Ortsvorstand, der sich aus Bürgermeister, Beigeordneten und Gemeinderat zusammensetzte.
Die Statistisch-topographisch-historische Beschreibung des Großherzogthums Hessen berichtete 1829 über Gadern:

„Gadern (L. Bez. Lindenfels) kath. Filialdorf; liegt 3 St. von Lindenfels, und hat 24 Häuser und 203 Einw., die bis auf 2 Reform. lutherisch sind. Der Ort kam 1802 von Mainz an Hessen.“

1832 wurden Kreise geschaffen. Nach der am 20. August 1832 bekanntgegebenen Neugliederung sollte es in Süd-Starkenburg künftig nur noch die Kreise Bensheim und Lindenfels geben; der Landratsbezirk von Heppenheim sollte in den Kreis Bensheim fallen. Noch vor dem Inkrafttreten der Verordnung zum 15. Oktober 1832 wurde diese aber dahingehend revidiert, dass statt des Kreises Lindenfels neben dem Kreis Bensheim der Kreis Heppenheim als zweiter Kreis gebildet wurde, zu dem jetzt Gadern gehörte.
Im Neuestes und gründlichstes alphabetisches Lexicon der sämmtlichen Ortschaften der deutschen Bundesstaaten von 1845 findet sich folgender Eintrag:

„Gadern b. Lindenfels. – Dorf, zur evangel. Pfarrei Waldmichelbach, resp. kathol. Pfarrei Abtsteinach gehörig. – 24 H. 203 evangel. E. — Großherzogth. Hessen. – Prov. Starkenburg. – Kreis Heppenheim. – Landgericht Fürth. – Hofgericht Darmstadt. – Das Dorf Gadern ist im J. 1802 von Mainz an Hessen gekommen.“

Infolge der Märzrevolution 1848 wurden die standesherrlichen Sonderrechte endgültig aufgehoben. Darüber hinaus wurden die Kreise und die Landratsbezirke am 31. Juli 1848 abgeschafft und durch „Regierungsbezirke“ ersetzt, wobei die bisherigen Kreise Bensheim und Heppenheim zum Regierungsbezirk Heppenheim vereinigt wurden. Bereits vier Jahre später kehrte man aber zur Einteilung in Kreise zurück und Gadern wurde Teil des neu geschaffenen Kreises Lindenfels.
Die im Dezember 1852 aufgenommenen Bevölkerungs- und Katasterlisten ergaben für Gadern: Katholisches Filialdorf mit 255 Einwohnern. Die Gemarkung besteht aus 1252 Morgen, davon 709 Morgen Ackerland, 159 Morgen Wiesen und 344 Morgen Wald.
In den Statistiken des Großherzogtums Hessen werden, bezogen auf Dezember 1867, für das Filialdorf Gadern mit eigener Bürgermeisterei, 32 Häusern und 246 Einwohnern der Kreis Lindenfels, das Landgericht Fürth, die evangelische Pfarrei Wald-Michelbach mit dem Dekanat in Lindenfels und die katholische Pfarrei Wald-Michelbach des Dekanats Heppenheim angegeben. Die Bürgermeisterei verwaltete außerdem die Orte Hartenrod (18 Häuser, 145 Einw.) und Kocherbach (24 Häuser, 191 Einw.).
Das Großherzogtum Hessen wurde 1871 Teil des Deutschen Reiches und 1874 wurde eine Anzahl von Verwaltungsreformen beschlossen. So wurden die landesständige Geschäftsordnung sowie die Verwaltung der Kreise und Provinzen durch Kreis- und Provinzialtage geregelt. Die Neuregelung trat am 12. Juli 1874 in Kraft und verfügte auch die Auflösung der Kreise Lindenfels und Wimpfen und die Wiedereingliederung Gaderns in den Kreis Heppenheim.
Im Jahr 1927 wurde Gemarkungsgröße mit 1312,6 ha angegeben.
Die hessischen Provinzen Starkenburg, Rheinhessen und Oberhessen wurden 1937 nach der 1936 erfolgten Auflösung der Provinzial- und Kreistage aufgehoben. Zum 1. November 1938 trat eine umfassende Gebietsreform auf Kreisebene in Kraft. Der Kreis Bensheim wurde aufgelöst und zum größten Teil dem Kreis Heppenheim zugeschlagen. Der Kreis Heppenheim übernahm auch die Rechtsnachfolge des Kreises Bensheim und erhielt den neuen Namen Landkreis Bergstraße.

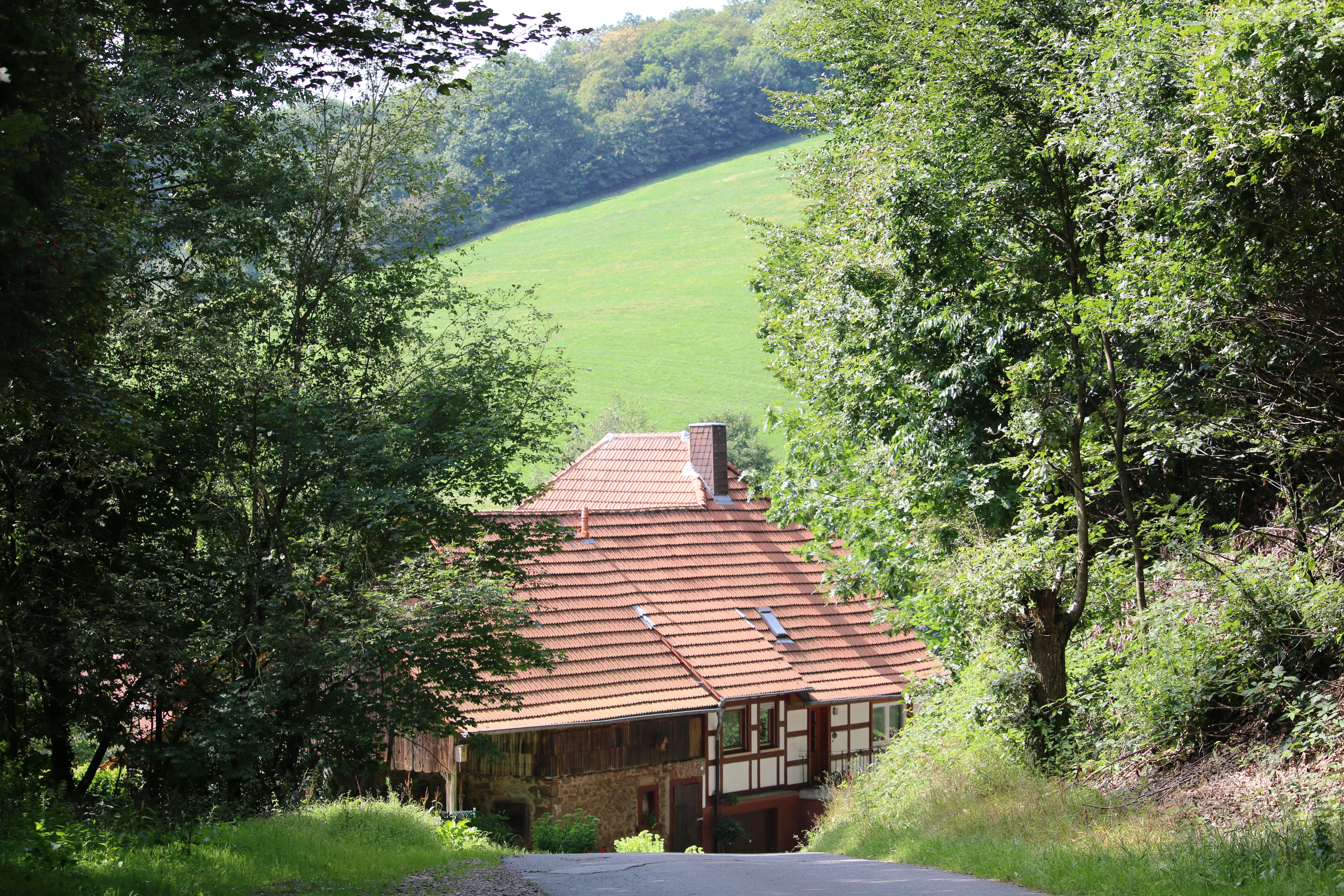
Gehöft am nördlichen Ortsausgang

Wie die Einwohnerzahlen von 1939 bis 1950 zeigen, nahm auch Gadern viele Flüchtlinge und Vertriebene aus den ehemaligen deutschen Ostgebieten auf.
Im Jahr 1961 wurde die Gemarkungsgröße mit 313 ha angegeben, davon waren 116 ha Wald.
Im Zuge der Gebietsreform in Hessen wurde die bis dahin selbständige Gemeinde Gadern  am 31. Dezember 1970 auf freiwilliger Basis in die Gemeinde Wald-Michelbach eingemeindet. Der Sitz der Gemeindeverwaltung blieb in Wald-Michelbach. Für Gadern  wurde ein Ortsbezirk eingerichtet.

### Gerichtszugehörigkeit in Hessen
Für Rechtsprechung der ersten Instanz war anfangs das Amt Fürth und ab 1813 das neu gebildete Justizamt in Fürth zuständig. Das Hofgericht Darmstadt war für normale bürgerliche Streitsachen Gericht der zweiten Instanz, für standesherrliche Familienrechtssachen und Kriminalfälle die erste Instanz. Übergeordnet war das Oberappellationsgericht Darmstadt.
Mit Bildung der Landgerichte im Großherzogtum Hessen war ab 1821 das Landgericht Fürth das Gericht erster Instanz. 1853 wurde ein neuer Landgerichtsbezirk geschaffen, das Landgericht Wald-Michelbach, zu dem auch Gadern gehörte.
Anlässlich der Einführung des Gerichtsverfassungsgesetzes mit Wirkung vom 1. Oktober 1879, infolge derer die bisherigen großherzoglich hessischen Landgerichte durch Amtsgerichte an gleicher Stelle ersetzt wurden, während die neu geschaffenen Landgerichte nun als Obergerichte fungierten, kam es zur Umbenennung in Amtsgericht Wald-Michelbach und Zuteilung zum Bezirk des Landgerichts Darmstadt.
Nachdem das Amtsgericht Wald-Michelbach bereits 1943 vorübergehend zur Zweigstelle des Amtsgerichts Fürth herabgestuft worden war, kam es am 1. Juli 1968 zur endgültigen Auflösung dieses Gerichts und zur Eingliederung in den Amtsgerichtsbezirk Fürth.

### Verwaltungsgeschichte im Überblick
Die folgende Liste zeigt die Staaten und Verwaltungseinheiten, denen Gadern angehört(e):
- vor 1782: Heiliges Römisches Reich, Kurfürstentum Mainz, Amt Starkenburg (1461–1650 an Kurpfalz verpfändet), Zent Fürth, Gericht Hartenrod
- ab 1782: Heiliges Römisches Reich, Kurfürstentum Mainz, Unteres Erzstift, Oberamt Starkenburg, Amtsvogtei Fürth, Gericht Hartenrod
- ab 1803: Heiliges Römisches Reich, Landgrafschaft Hessen-Darmstadt,[Anm. 2] Fürstentum Starkenburg, Amt Fürth
- ab 1806: Großherzogtum Hessen,[Anm. 3] Fürstentum Starkenburg, Amt Fürth
- ab 1812: Großherzogtum Hessen, Fürstentum Starkenburg, Amt Waldmichelbach
- ab 1815: Großherzogtum Hessen, Provinz Starkenburg, Amt Waldmichelbach
- ab 1821: Großherzogtum Hessen, Provinz Starkenburg, Landratsbezirk Lindenfels[Anm. 4]
- ab 1832: Großherzogtum Hessen, Provinz Starkenburg, Kreis Heppenheim
- ab 1848: Großherzogtum Hessen, Regierungsbezirk Heppenheim
- ab 1852: Großherzogtum Hessen, Provinz Starkenburg, Kreis Lindenfels
- ab 1871: Deutsches Reich, Großherzogtum Hessen, Provinz Starkenburg, Kreis Lindenfels
- ab 1874: Deutsches Reich, Großherzogtum Hessen, Provinz Starkenburg, Kreis Heppenheim
- ab 1918: Deutsches Reich, Volksstaat Hessen,[Anm. 5] Provinz Starkenburg, Kreis Heppenheim
- ab 1938: Deutsches Reich, Volksstaat Hessen, Landkreis Bergstraße[25][Anm. 6]
- ab 1945: Deutsches Reich, Amerikanische Besatzungszone,[Anm. 7] Groß-Hessen, Regierungsbezirk Darmstadt, Landkreis Bergstraße
- ab 1946: Deutsches Reich, Amerikanische Besatzungszone, Hessen, Regierungsbezirk Darmstadt, Landkreis Bergstraße
- ab 1949: Bundesrepublik Deutschland, Hessen, Regierungsbezirk Darmstadt, Landkreis Bergstraße
- ab 1971: Bundesrepublik Deutschland, Hessen, Regierungsbezirk Darmstadt, Landkreis Bergstraße, Gemeinde Wald-Michelbach

## Bevölkerung

### Einwohnerstruktur 2011

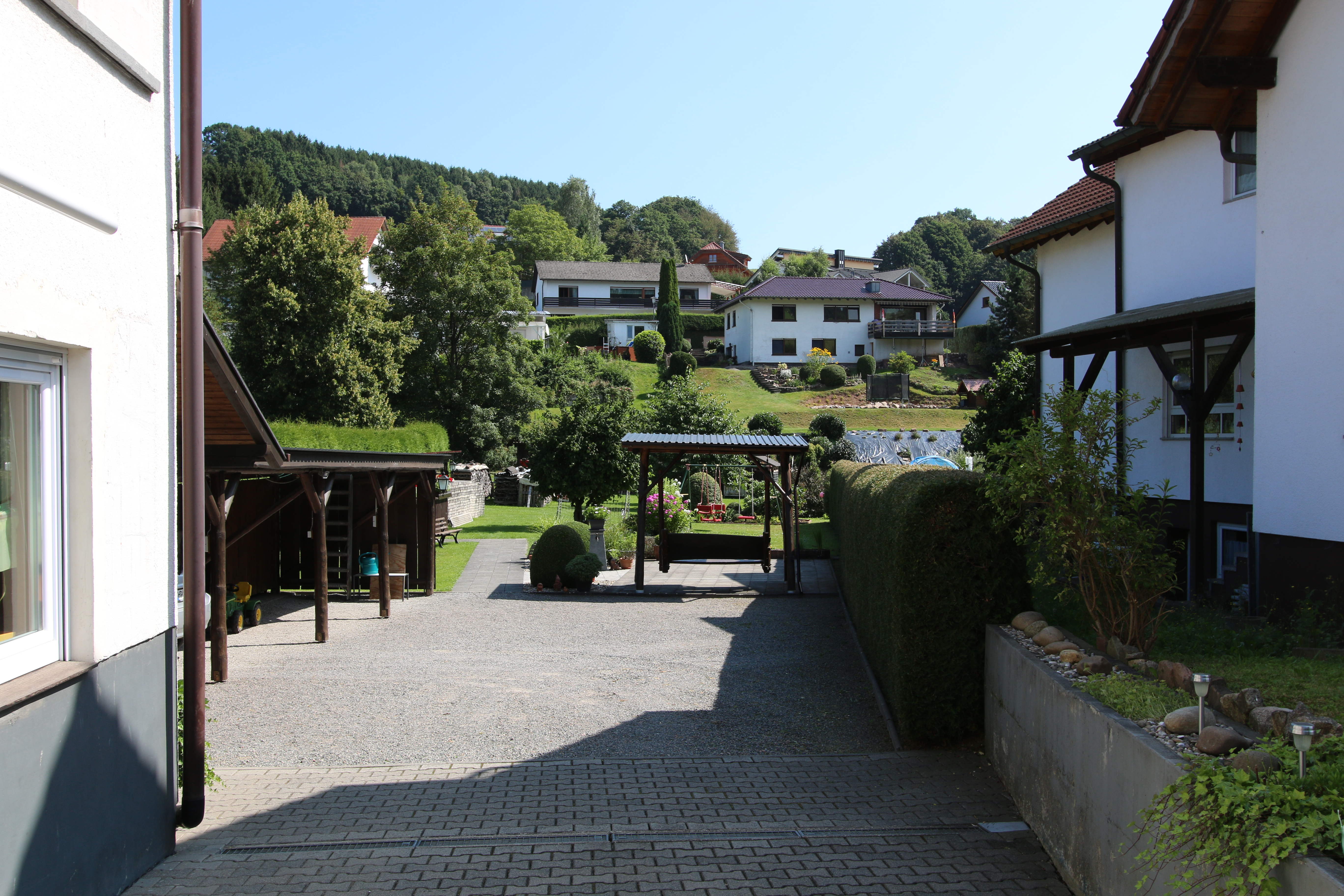
Gadern, Neubauten am Käßberg (2016)

Nach den Erhebungen des Zensus 2011 lebten am Stichtag dem 9. Mai 2011 in Gadern 459 Einwohner. Darunter waren 12 (2,6 %) Ausländer.
Nach dem Lebensalter waren 66 Einwohner unter 18 Jahren, 173 waren zwischen 18 und 49, 120 zwischen 50 und 64 und 90 Einwohner waren älter. Die Einwohner lebten in 198 Haushalten. Davon waren 54 Singlehaushalte, 69 Paare ohne Kinder und 60 Paare mit Kindern, sowie 12 Alleinerziehende und 3 Wohngemeinschaften. In 36 Haushalten lebten ausschließlich Senioren und in 135 Haushaltungen lebten keine Senioren.
Im Jahr 1961 wurden 21 evangelische  (8,24 %) und 230 katholische (90,20 %) Christen gezählt.

### Einwohnerentwicklung
| Gadern: Einwohnerzahlen von 1834 bis 2022 | Gadern: Einwohnerzahlen von 1834 bis 2022 | Gadern: Einwohnerzahlen von 1834 bis 2022 | Gadern: Einwohnerzahlen von 1834 bis 2022 | Gadern: Einwohnerzahlen von 1834 bis 2022 |
| --- | ----------------------------------------- | ----------------------------------------- | ----------------------------------------- | ----------------------------------------- |
| Jahr |                                           |                                           |                                           | Einwohner                                 |
| 1834 | 1834                                      |                                           | 248                                       | 248                                       |
| 1840 | 1840                                      |                                           | 274                                       | 274                                       |
| 1846 | 1846                                      |                                           | 265                                       | 265                                       |
| 1852 | 1852                                      |                                           | 255                                       | 255                                       |
| 1858 | 1858                                      |                                           | 235                                       | 235                                       |
| 1864 | 1864                                      |                                           | 233                                       | 233                                       |
| 1871 | 1871                                      |                                           | 261                                       | 261                                       |
| 1875 | 1875                                      |                                           | 250                                       | 250                                       |
| 1885 | 1885                                      |                                           | 246                                       | 246                                       |
| 1895 | 1895                                      |                                           | 207                                       | 207                                       |
| 1905 | 1905                                      |                                           | 219                                       | 219                                       |
| 1910 | 1910                                      |                                           | 211                                       | 211                                       |
| 1925 | 1925                                      |                                           | 198                                       | 198                                       |
| 1939 | 1939                                      |                                           | 211                                       | 211                                       |
| 1946 | 1946                                      |                                           | 296                                       | 296                                       |
| 1950 | 1950                                      |                                           | 298                                       | 298                                       |
| 1956 | 1956                                      |                                           | 261                                       | 261                                       |
| 1961 | 1961                                      |                                           | 255                                       | 255                                       |
| 1967 | 1967                                      |                                           | 292                                       | 292                                       |
| 1970 | 1970                                      |                                           | 300                                       | 300                                       |
| 1980 | 1980                                      |                                           | ?                                         | ?                                         |
| 1990 | 1990                                      |                                           | ?                                         | ?                                         |
| 2005 | 2005                                      |                                           | 510                                       | 510                                       |
| 2011 | 2011                                      |                                           | 459                                       | 459                                       |
| 2015 | 2015                                      |                                           | 479                                       | 479                                       |
| 2020 | 2020                                      |                                           | 470                                       | 470                                       |
| 2022 | 2022                                      |                                           | 455                                       | 455                                       |
| Datenquelle: Historisches Gemeindeverzeichnis für Hessen: Die Bevölkerung der Gemeinden 1834 bis 1967. Wiesbaden: Hessisches Statistisches Landesamt, 1968. Weitere Quellen: LAGIS; nach 1970: Gemeinde Wald-Michelbach; Zensus 2011 |                                           |                                           |                                           |                                           |

## Politik
Ortsbeirat
Für Gadern besteht ein Ortsbezirk (Gebiete der ehemaligen Gemeinde Gadern) mit Ortsbeirat und Ortsvorsteher, nach Maßgabe der §§ 81 und 82 HGO und des Kommunalwahlgesetzes in der jeweils gültigen Fassung gebildet. Der Ortsbeirat besteht aus fünf Mitgliedern. Bei den Kommunalwahlen in Hessen 2021 betrug die Wahlbeteiligung zum Ortsbeirat Gadern 53,34 %. Alle Kandidaten gehörten der Liste Unabhängige Bürger Gadern an. Der Ortsbeirat wählte Franz-Josef Gölz zum Ortsvorsteher.

## Infrastruktur
- In Gadern gibt es ein Dorfgemeinschaftshaus, die frühere Schule.